# Dolf Dufour
Adolphe Louis Charles Dufour (Yogyakarta, 11 augustus 1907 - ) was een Nederlandse militair bij het Koninklijk Nederlandsch-Indisch Leger. Bij het uitbreken van de Tweede Wereldoorlog was hij in Nederland; hij werd als krijgsgevangene afgevoerd naar Duitsland omdat hij weigerde de erewoordverklaring te tekenen. In 1941 was hij de eerste Nederlandse militair die uit Colditz ontsnapte. Na de Tweede Wereldoorlog was hij troepencommandant voor Zuid-Oost Borneo tijdens de Indonesische onafhankelijkheidsoorlog.

## Biografie
Dufour was militair bij het  Koninklijk Nederlandsch-Indisch Leger (KNIL). Bij de Duitse aanval op Nederland op 10 mei 1940 was hij in Nederland. Hij werd op 14 mei 1940 krijgsgevangen gemaakt. Omdat hij weigerde de erewoordverklaring te tekenen bracht hij de rest van de oorlog als krijgsgevangene door. Op 16 juli 1940 werd hij naar Oflag VI A Soest gebracht, en op 14 november overgeplaatst naar Oflag VIII C Juliusburg. Op 27 juli 1941 kwam hij in Oflag IV C Colditz aan, waar hij twee ontsnappingspogingen deed. 

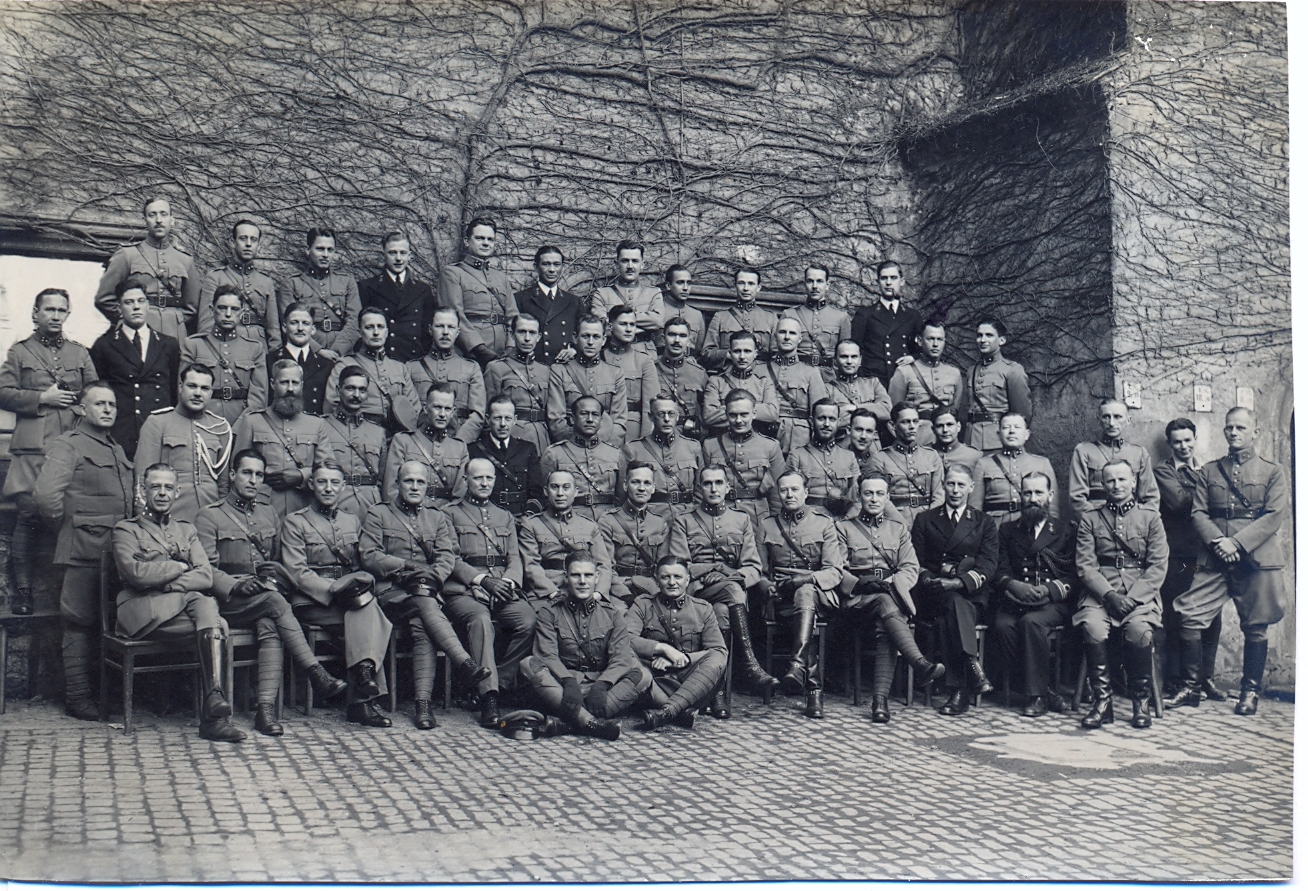
Nederlandse officieren in het krijgsgevangenkamp Oflag IV C (Colditz). Dufour staat in de bovenste rij, derde van rechts.

Bij de eerste ontsnapping uit Colditz, samen met 1ste luitenant John G. Smit (ook KNIL) wist Dufour tot de Zwitserse grens te komen waar hij werd gearresteerd en teruggebracht naar Colditz. Nadat zijn tweede poging mislukte werd hij op 11 juni 1943 overgeplaatst naar Stalag 371 Stanislau samen met John Smit, zijn ontsnappingsmaat.  Op 17 januari 1944 werd hij met Smit en enkele andere gevangenen op transport gezet naar Oflag 67 Neubrandenburg. Op 1 juni 1944 probeerde hij vergeefs te ontsnappen. Neubrandenburg werd op 28 april 1945 door de Russen bevrijd. 
Na de oorlog werd Dufour naar Nederlands-Indië uitgezonden. Hij was tijdens de Indonesische onafhankelijkheidsoorlog enige tijd troepencommandant Zuid-Oost-Borneo.